# Sosthenes af Makedonien
Sosthenes (? – 277 f.Kr.) var konge af Makedonien 279 f.Kr. til 277 f.Kr.
Sosthenes var under kong Lysimachos guvernør i Lilleasien. I 279 f.Kr. myrdede han sin fætter kong Antipater Etesias og tog magten i Makedonien, der var hårdt plaget af en invasion af keltere. Sosthenes besejrede kelterne i et blodigt slag ved Delfi, hvilket gjorde ham meget populær blandt befolkningen. I 277 f.Kr. blev han myrdet af antigoniden Antigonos 2. Gonatas, der efterfulgte ham på den makedonske trone.